# Айга
Айга́ (рос. Айга) — селище у складі Тарногського району Вологодської області, Росія. Входить до складу Ілезського сільського поселення.

## Населення
Населення — 231 особа (2010; 304 у 2002).
Національний склад (станом на 2002 рік):
- росіяни — 98 %